# Гура-Окніцей (комуна)
Гура-Окніцей (рум. Gura Ocniței) — комуна у повіті Димбовіца в Румунії. До складу комуни входять такі села (дані про населення за 2002 рік):
- Адинка (2046 осіб)
- Гура-Окніцей (3222 особи)
- Окіурі (729 осіб)
- Секуєнь (1968 осіб)

Комуна розташована на відстані 69 км на північний захід від Бухареста, 9 км на схід від Тирговіште, 79 км на південь від Брашова.

## Населення
За даними перепису населення 2002 року у комуні проживали 7965 осіб.
Національний склад населення комуни:
| Національність | Кількість осіб | Відсоток |
| -------------- | -------------- | -------- |
| румуни         | 7570           | 95,0%    |
| цигани         | 388            | 4,9%     |
| угорці         | 6              | 0,1%     |

Рідною мовою назвали:
| Мова      | Кількість осіб | Відсоток |
| --------- | -------------- | -------- |
| румунська | 7951           | 99,8%    |
| циганська | 11             | 0,1%     |
| угорська  | 2              | < 0,1%   |

Склад населення комуни за віросповіданням:
| Релігія            | Кількість осіб | Відсоток |
| ------------------ | -------------- | -------- |
| православні        | 7862           | 98,7%    |
| адвентисти         | 49             | 0,6%     |
| п'ятдесятники      | 28             | 0,4%     |
| римо-католики      | 7              | 0,1%     |
| не релігійні       | 7              | 0,1%     |
| бретрени           | 5              | 0,1%     |
| греко-католики     | 4              | 0,1%     |
| не вказали релігію | 2              | < 0,1%   |